# Smír na Špitálském poli

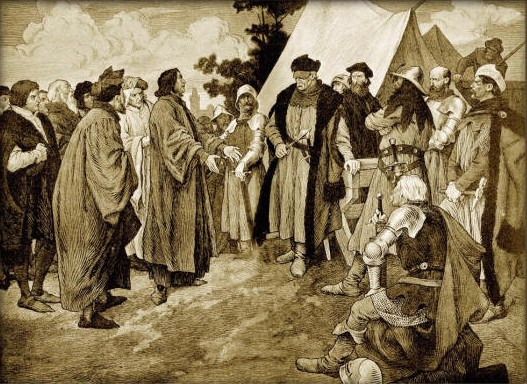
Věnceslav Černý: Jan Rokycana s poselstvím Pražanů u Jana Žižky, táhnoucího na Prahu roku 1424

Smír na Špitálském poli či také Libeňská smlouva je označení diplomatické události ze 14. září 1424, během níž došlo před hradbami Nového Města Pražského k urovnání vnitřních sporů mezi dvěma významnými frakcemi husitského hnutí, tedy ke smíření mezi pražany a knížetem Zikmundem Korybutovičem na jedné straně a Janem Žižkou a jeho věrnými na straně druhé. 

## Pozadí
Husité sdružení do několika skupin, tzv. svazů, dokázaly ještě počátkem roku 1423 účinně spolupracovat, mj. společně zvítězili v bitvě u Hořic, ale po odchodu Žižky z táborského svazu se jeho nové východočeské uskupení brzy dostalo do mocenského sporu s pražany, podporovanými i původem litevským knížetem Zikmundem Korybutovičem. Poté, co se již zcela slepý Žižka zákeřně zmocnil Hradce Králové, ovládl Dvůr Králové, Jaroměř a Čáslav, které patřily k pražskému svazu, a porazil oddíly pražanů u Strauchova dvora, uzavřeli umírnění kališníci a pražané spojenectví s katolíky, tzv. svatohavelskou koalici. Ta svedla s Žižkovými oddíly několik bitev a nakonec utrpěla těžkou porážku u Malešova 7. června 1424.
Po tomto pspěchu se vítězné vojsko přesunulo na severovýchod Čech, kde podle Kroniky starého pražského kolegiáta Žižka vypálil mnoho vsí a městeček a v turnovském klášteře upálil mnichy. Patrně však zamýšlel vyhnout se útokům na větší opevněná místa a shromažďovat síly k tažení na Prahu. Před hradby metropole, kde se právě nacházel i kníže Korybutovič, potom přitáhl spolu s husity z Žatce, Loun, Klatov a jiných měst v první polovině měsíce září a s vojskem se utábořil v oblasti Libně. Pražané však neměli o otevřený konflikt s Žižkou zájem a rovněž v řadách vojska před Prahou jsou zaznamenány projevy z nesouhlasu s obléháním hlavního města království hajeného souvěrci a někdejšími spolubojovníky.

## Uzavření smíru
Smír na Špitálském poli je jednou z velmi mála historických stop, které se o této vrcholné fázi Žižkova válečného a politického úsilí na domácí frontě se podrobnější zprávy dochovaly. Více pramenů potom dokládá, že ve středu v den sv. Kříže (14. září) 1424 vyšlo z pražských bran poselstvo zástupců pražanů a Korybutoviče, vedené knězem Janem Rokycanou. S Žižkou a jeho družinou se setkali v prostoru tzv. Špitálského pole u východních bran Nového Města Pražského, v oblasti pozdějšího Karlína. Rokycana, který zde patrně působil jako církevní mediátor, následně zprostředkoval vyjednání smíru mezi oběma konkurenčními husitskými frakcemi. Prameny se nezmiňují o písemném uzavření smíru, dohody tak bylo patrně dosaženo pouze verbálně. 
Žižka měl při této příležitosti, v odkazu na nedávná mírová ujednání z Konopiště, prohlásit: „Ten mír bude trvat tak dlouho jako smír uzavřený na Konopišti“. Na paměť smlouvy pak obě strany v místech novoměstského kostela sv. Ambrože (na pozdějším náměstí Republiky) navršily hromadu kamení. Starý kolegiát zmiňuje, že ke smíru došlo na vysoký základ 14 000 kop „drobných“ grošů a že na paměť toho snesli velkou hromadu kamení na poli špitálském. Jediný Enea Silvio Piccolomini poskytuje informaci, že před samým započetím boje vyjel se souhlasem měšťanů z Prahy kněz Jan Rokycana a odebrav se do tábora, naklonil Žižku městu, stejně tak je právě jeho spis zdrojem informace o nevoli o útoku na Prahu v Žižkově vojsku.

## Důsledky
Na toto setkání byly navázány další úmluvy sjednané ve Zdicích, které rozpory částečně urovnaly a vojska pražského i Žižkova svazu spoleřně vytáhla proti katolickým silám na Moravu. Po Žižkově smrti 11. října 1424 u hradu Přibyslav však byly zdické úmluvy brzy porušeny a nastalo období vzájemných bojů mezi jednotlivými svazy – zejména mezi pražany a sirotky (jak se začalo nazývat východočeské uskupení); k sirotkům se obvykle přidávali i táborité. V roce 1425 pak vznikl další, žatecko-lounský svaz v čele s Jakoubkem z Vřesovic. 
Spory mezi jednotlivými frakcemi následně přetrvávaly až do konce husitských válek a staly se též jednou z příčin zásadní bitvy u Lipan roku 1434.

## Památka

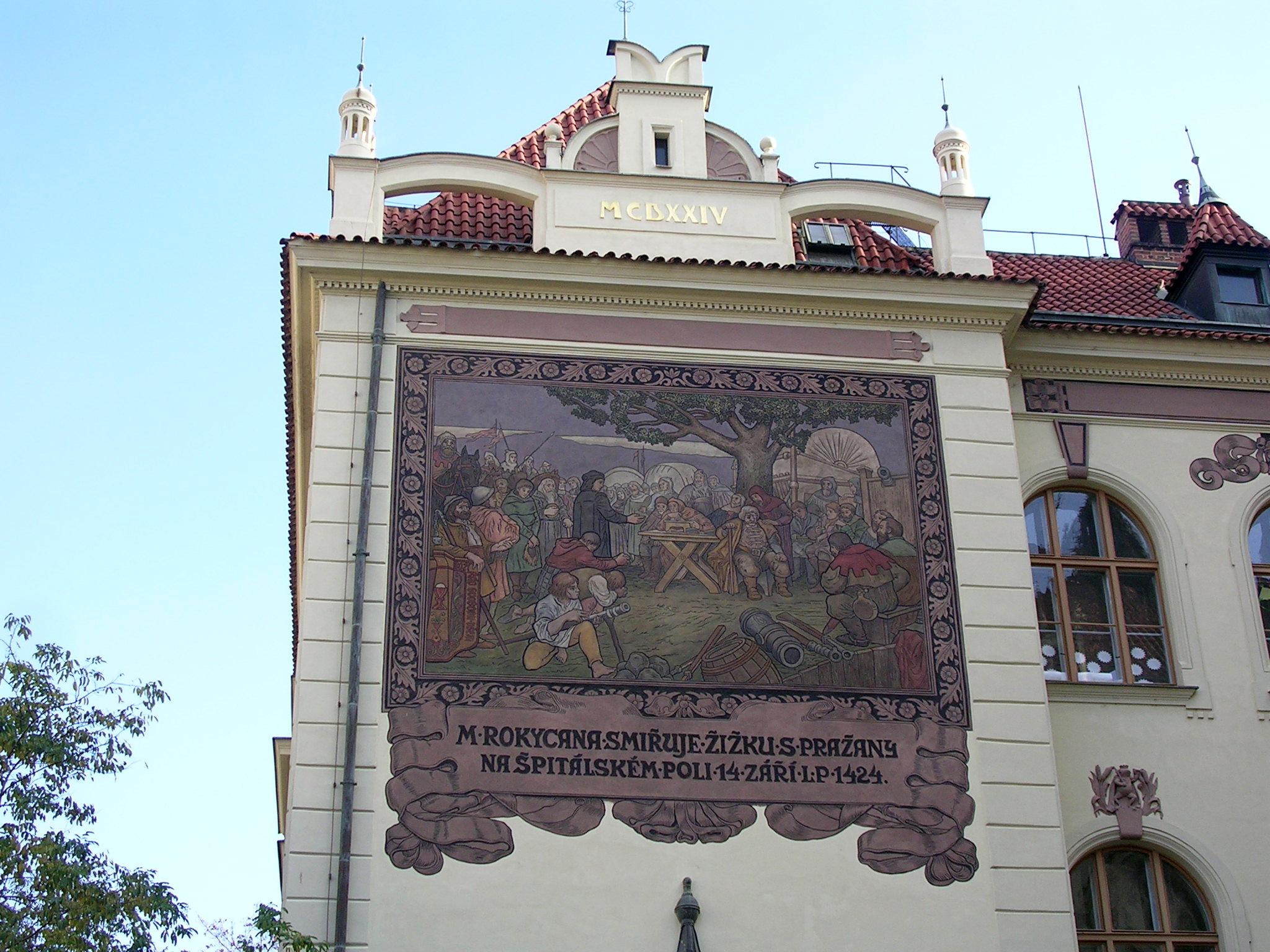
Freska zobrazující událost na fasádě budovy základní a mateřské školy na Lyčkově náměstí (1904 až 1906)

Zejména historiky zabývajícími se husitstvím v 19. století začal být smír na Špitálském poli vyzdvihován jako jedna z hlavních diplomatických událostí husitské doby. Samotné setkání se pak stalo námětem pro řadu maleb či ilustrací několika českých umělců. V Karlíně, na jehož ploše se kdysi rozkládalo Špitálské pole, připomínají událost hned dvě fresky: veřejně viditelné dílo na fasádě východního křídla budovy základní a mateřské školy na Lyčkově náměstí z let 1904 až 1906, a také v interiéru Karlínské synagogy od Cyrila Chramosty, které zde vzniklo při přestavbě budovy na modlitebnu Církve československé husitské roku 1953.